# Лондон (тежък крайцер, 1927)
Лондон (на английски: HMS London (69)) е тежък крайцер на Британския Кралски флот, от времето на Втората световна война. Главен кораб на едноименният подтип, който се отнася към типа „Каунти“, 2-ра серия. 11-я кораб на Кралския военноморски флот на Великобритания, носещ това име.
Заложен на 23 февруари 1926 г., спуснат на вода на 14 септември 1927 г., влиза в строй на 31 януари 1929 г.

## История на службата
Веднага след построяването си е включен в 1-ва крайцерска ескадра на Средиземноморския флот (Mediterranean Fleet), където и провежда първите 10 години служба. След края на модернизация, през февруари 1941 г., влиза в състава на Флота на Метрополията (Home Fleet). В течение на 1941 г. се занимава с конвойна дейност и прихващане на германски търговски съдове (принуждава да се самопотопят 3 транспорта). През септември 1941 г. доставя в Архангелск личните представители на президента Ф. Рузвелт – Уилям Хариман и Г. Стърди и упълномощения от английското правителство лорд 1-ви барон Бивърбрук. В периода 1942 – 43 г. участва в арктическите конвои, прикрива прехода на PQ15, PQ17, PQ18. След ремонт, в началото на 1944 г., е изпратен в Далечния Изток. Участва в операции на британския флот при бреговете на Индонезия и Малайзия.
На 21 април 1949 г., плавайки по река Яндзъ в хода на опита му да помогне на заседналата на плитчина британска фрегата „Аметист“, влиза в престрелка с полевата артилерия на НОАК. В хода на артилерийския дуел „Лондон“ получава тежки повреди и е принуден да се оттегли, губейки 13 души убити и 30 ранени.
Събитията на Янцзъ символизират края на дълговременния период на присъствие на значителни сили на чужди държави във вътрешнокитайските води. Вратите към Средната империя, широко отворени пред европейските държави още от периода на опиумните войни, неочаквано се затръшват
.
През същата година „Лондон“ е изведен в резерва, а през 1950 г. е продаден за скрап.

## Коментари
1. ↑  Всички данни са приведени по състояние към 1941 г.